# Tabapuã (bovino)

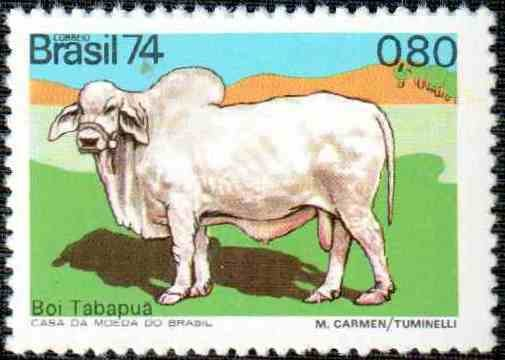

Tabapuã raça zebuína formada com predomínio com sangue Nelore, com algum cruzamento com Guzerá ou Indubrasil e com algum sangue de Mocho Nacional de onde veio a característica mocha.
Segundo a ANCP, o Programa de Melhoramento Genético da Raça Tabapuã se encontra na fase inicial. Apesar dos dados preliminares, o PMGRT demonstra potencial para crescimento.
A raça Tabapuã é a raça zebuína que mais cresceu no período entre 1988 e 1997, mostrando que os criadores estão realmente satisfeitos com o desempenho do Tabapuã, atualmente considerado como uma das melhores raças para produção de carne em menor tempo, fazendo jus ao título de "O Zebu Mais Precoce".
Não é apenas o ganho de peso do Tabapuã que entusiasma os criadores, mas as diversas qualidades dos animais, tais como a docilidade, fertilidade, precocidade reprodutiva, conformação frigorífica e uma excelente habilidade materna.
O Tabapuã vem sendo criado com sucesso em quase todos os Estados do Brasil. Atualmente são filiados à ABCT 112 criadores da raça.